# Paralophia quadrinodosa
Paralophia quadrinodosa is een keversoort uit de familie boktorren (Cerambycidae). De wetenschappelijke naam van de soort is voor het eerst geldig gepubliceerd in 1924 door Aurivillius.